# Accord de libre-échange entre l'Australie et les États-Unis

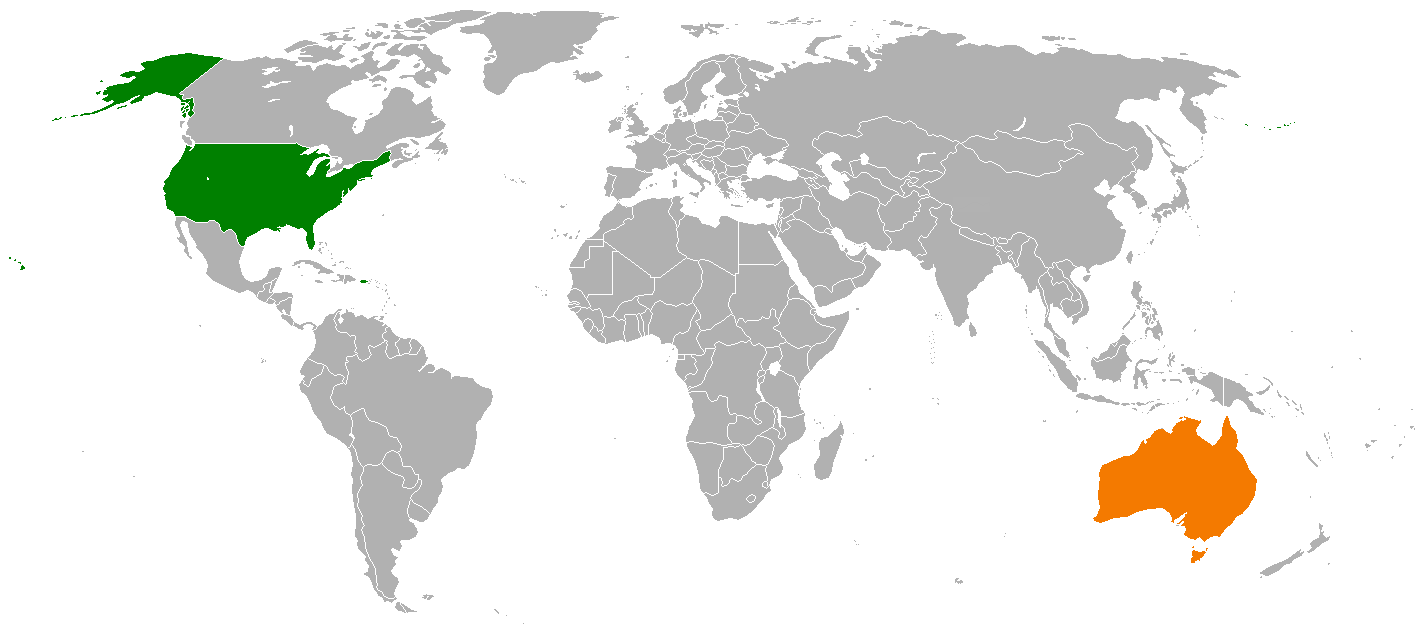
Localisation des États-Unis et de l'Australie sur le globe terrestre

L'accord de libre-échange entre l'Australie et les États-Unis (en anglais:The Australia-United States Free Trade Agreement (AUSFTA)) est un accord commercial préférentiel entre l'Australie et les États-Unis d'Amérique sur le modèle de l'accord de libre-échange nord-américain (ALENA). L'accord de libre-échange a été signé le 18 mai 2004, ratifié par la Chambre des représentants des États-Unis le 14 juillet 2004 par 270 voix contre 156 et par le Sénat des États-Unis le 15 juillet 2004 par 80 voix contre 16. Le président George W. Bush a signé le 3 août 2004 l'United States-Australia Free Trade Agreement Implementation Act. L'accord de libre-échange est entré en vigueur le 1er janvier 2005.

## Histoire
Les États-Unis ont d'abord proposé un accord de libre-échange avec l'Australie dès 1945.
En 1991, le président américain George H. W. Bush a proposé de commencer la négociation de l'ALE avec l'Australie et la Nouvelle-Zélande, mais a été refusée par le Premier ministre australien du Parti travailliste, Paul Keating .Après l'élection de George W. Bush aux États-Unis et avec John Howard au pouvoir en Australie, un accord de libre-échange Australie- États-Unis a finalement commencé à prendre forme.
En avril 2001, le président Bush a signalé son intérêt à poursuivre un accord de tarde gratuit avec l'Australie à condition que «tout soit sur la table».